# Les Adieux du Christ à sa mère (Lotto)
Pour les articles homonymes, voir Les Adieux du Christ à sa mère.
Les Adieux du Christ à sa mère est un tableau réalisé en 1521 par le peintre italien Lorenzo Lotto. De format vertical, cette huile sur toile est une peinture chrétienne qui représente Jésus-Christ saluant sa mère peu avant son départ pour Jérusalem. D'émotion, Marie s'évanouit, soutenue par l'apôtre Jean et des saintes. La scène se déroule sous une voûte portée par des colonnades en présence de Pierre, de Jacques de Zébédée et d'une femme lisant  à genoux que l'on identifie comme la commanditaire. 
Achetée en 1821, l'œuvre est conservée à la Gemäldegalerie, à Berlin, en Allemagne.
Au premier plan, une orange et des cerises apparaissent comme en trompe-l'œil près de la marge inférieure de la composition avec un cartellino portant la signature du peintre ainsi que la date de réalisation.

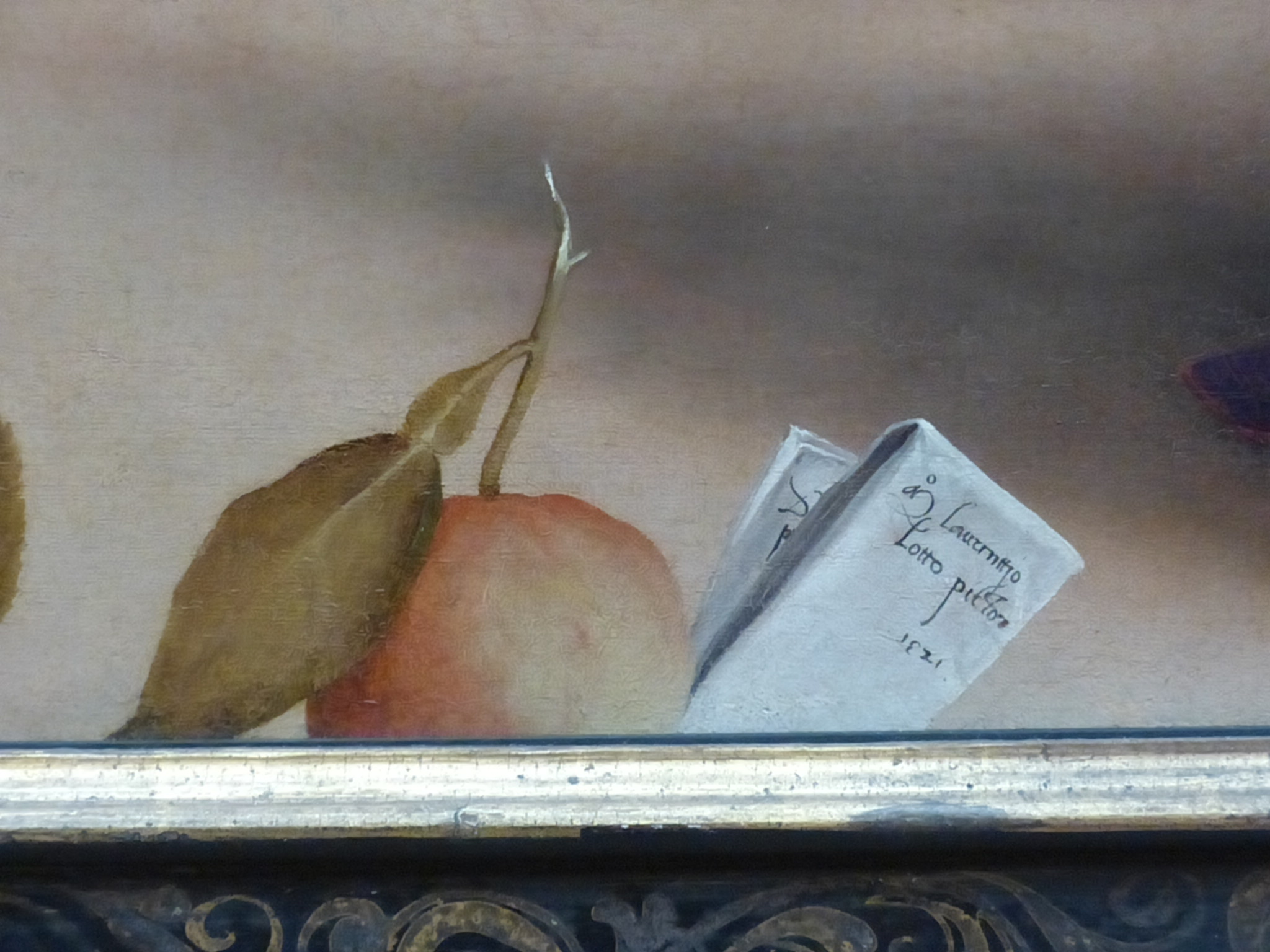
Cartellino portant la signature et la date de réalisation, près de l'orange.